# Utricularia microcalyx
Utricularia microcalyx este o specie de plante carnivore din genul Utricularia, familia Lentibulariaceae, ordinul Lamiales. A fost descrisă pentru prima dată de Peter Geoffrey Taylor, și a primit numele actual de la Peter Geoffrey Taylor. Conform Catalogue of Life specia Utricularia microcalyx nu are subspecii cunoscute.